# Pelagiidae
Pelagiidae Gegenbaur, 1856 è una famiglia di scifomeduse dell'ordine Semaeostomeae.

## Descrizione
Le Pelagidae hanno una forma relativamente semplice: una campana senza canale ad anello, dai margini della quale dipartono dei tentacoli, nella quale la cavità gastrovascolare è separata in sacche uniformi e con "braccia" orali che si estendono come dei tentacoli più spessi.

## Tassonomia
La famiglia comprende i seguenti generi:
- Chrysaora Péron & Lesueur, 1809
- Mawia Avian, Ramšak, Tirelli, D'Ambra & Malej, 2016
- Pelagia Péron & Lesueur, 1809
- Sanderia Goette, 1886